# Cyclolabellus pertenuis
Cyclolabellus pertenuis là một loài tò vò trong họ Ichneumonidae.